# Jazzový standard
Jazzový standard je všeobecně známá a uznávaná jazzová skladba. Mnoho jazzových interpretů má ve svém repertoáru standardy, někteří z nich vydali celá alba, která se skládají jen z jazzových standardů. Neexistuje žádný konečný seznam jazzových standardů, navíc skladby, které jsou za standardy považované, se časem mění. Mimoto jednotlivé jazzové podžánry mají své vlastní standardy (jako např. swing, bebop nebo fusion).
Některé jazzové standardy pocházejí z muzikálů, které se hrály ve třicátých a čtyřicátých letech na Broadwayi. V mnoha případech se jazzovým standardem stala až přearanžovaná nebo jinak pozměněná verze některé písně. Do jazzových standardů se také počítá i široká škála bebopových nebo hardbopových skladeb z padesátých a šedesátých let.
Výhodou jazzových standardů je to, že většinu z nich umí hrát téměř každý jazzový hudebník. U muzikantů, kteří se právě potkali, se mohou stát odrazovým můstkem pro improvizace během jam session. Jazzové standardy jsou také velmi často přehrávány různými barovými hudebníky.